# Douala International Airport
Douala International Airport är en flygplats i Kamerun.   Den ligger i regionen Kustregionen, i den sydvästra delen av landet, 200 km väster om huvudstaden Yaoundé. Douala International Airport ligger 1 meter över havet.
Terrängen runt Douala International Airport är platt. Trakten runt Douala International Airport är tätbefolkad, med 683 invånare per kvadratkilometer. Närmaste större samhälle är Douala, 5,0 km norr om Douala International Airport. Trakten runt Douala International Airport består huvudsakligen av våtmarker.